# Seminole megye (Georgia)
Seminole megye az Amerikai Egyesült Államokban, azon belül Georgia államban található. Megyeszékhelye és legnagyobb városa Donalsonville. Lakosainak száma 9147 fő (2020. április 1.). Seminole megye Miller, Decatur, Early, Houston, Jackson és Gadsden megyékkel határos.

## Népesség
A megye népességének változása:
| Lakosok száma | 8735 | 8784 | 8933 | 8945 | 8647 | 9147 |
|               | 2010 | 2011 | 2012 | 2013 | 2015 | 2020 |